# 次軌道太空飛行
次軌道太空飛行（英語：sub-orbital spaceflight）是進入了太空，但因其飛行軌跡與大氣層或地球表面相交而無法完成一周軌道飛行的太空飛行。
通常次軌道飛行是以火箭達成，但Space Gun也曾在實驗中達成過。

## 海拔條件
一個常見的定義是飛行超過海拔100公里高度，這個由國際航空聯盟所定義的高度通稱為卡門線，因為在此高度維持飛行升力所需的速度超過軌道速度。美國軍方及NASA則頒發太空人徽章給飛行高度超過50英里（80.47公里）的飛行員，雖然美國國務院似乎並不支持區分一般飛行及太空飛行。

## 軌道
從軌道方程式可知道自由落體的軌跡是一個部分的橢圓軌道。近地點的距離小於包括大氣層在內的地球半徑R，因此這個橢圓與地球相交，太空船不可能繞地球一圈。橢圓主軸是垂直的，半長軸 a 大於 R/2。軌道比能（specific orbital energy）
{\displaystyle \epsilon } 可計算為：
{\displaystyle \varepsilon =-{\mu  \over {2a}}>-{\mu  \over {R}}\,\!}
其中{\displaystyle \mu \,\!}是標準重力參數。
a 幾乎永遠大於 R，代表{\displaystyle \epsilon }小於完整軌道需要的最小值{\displaystyle -{\mu  \over {2R}}\,\!}
因此比起剛好讓太空船進入太空，所需的淨額外比能（net extra specific energy）介於0到{\displaystyle \mu  \over {2R}\,\!}之間。

## 飛行時間
一個洲際飛行的加力飛行階段為3至5分鐘，自由落體中端階段約25分鐘。一個洲際飛彈大氣重返階段大約2分鐘，而觀光太空飛行所需的軟著陸則需時更多。
次軌道飛行也可能持續數十小時。NASA第一個太空衛星先鋒1號原本目標是月球，但一個錯誤使它變成次軌道飛行，最終在發射43小時之後重返地球大氣。

## 飛行剖面圖

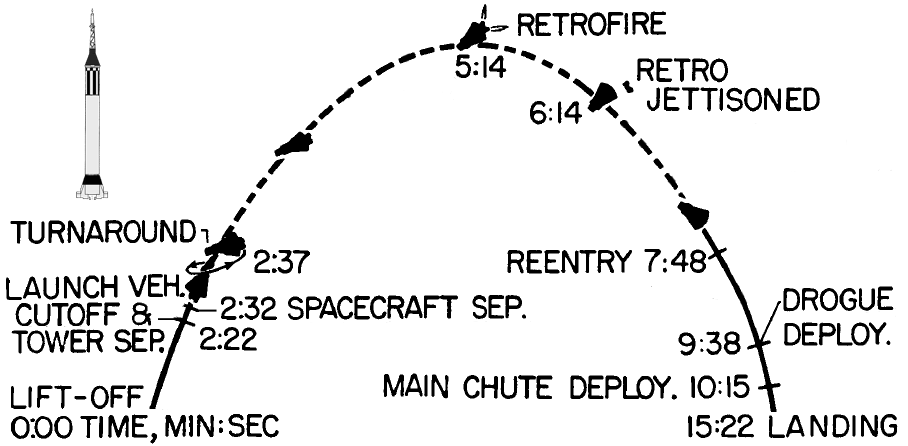
1961年美國第一次載人次軌道飛行剖面圖。火箭在前2分22秒推升太空船 。虛線：無重力。

雖然有極多可能的次軌道飛行剖面圖，以下列出常見的剖面圖。

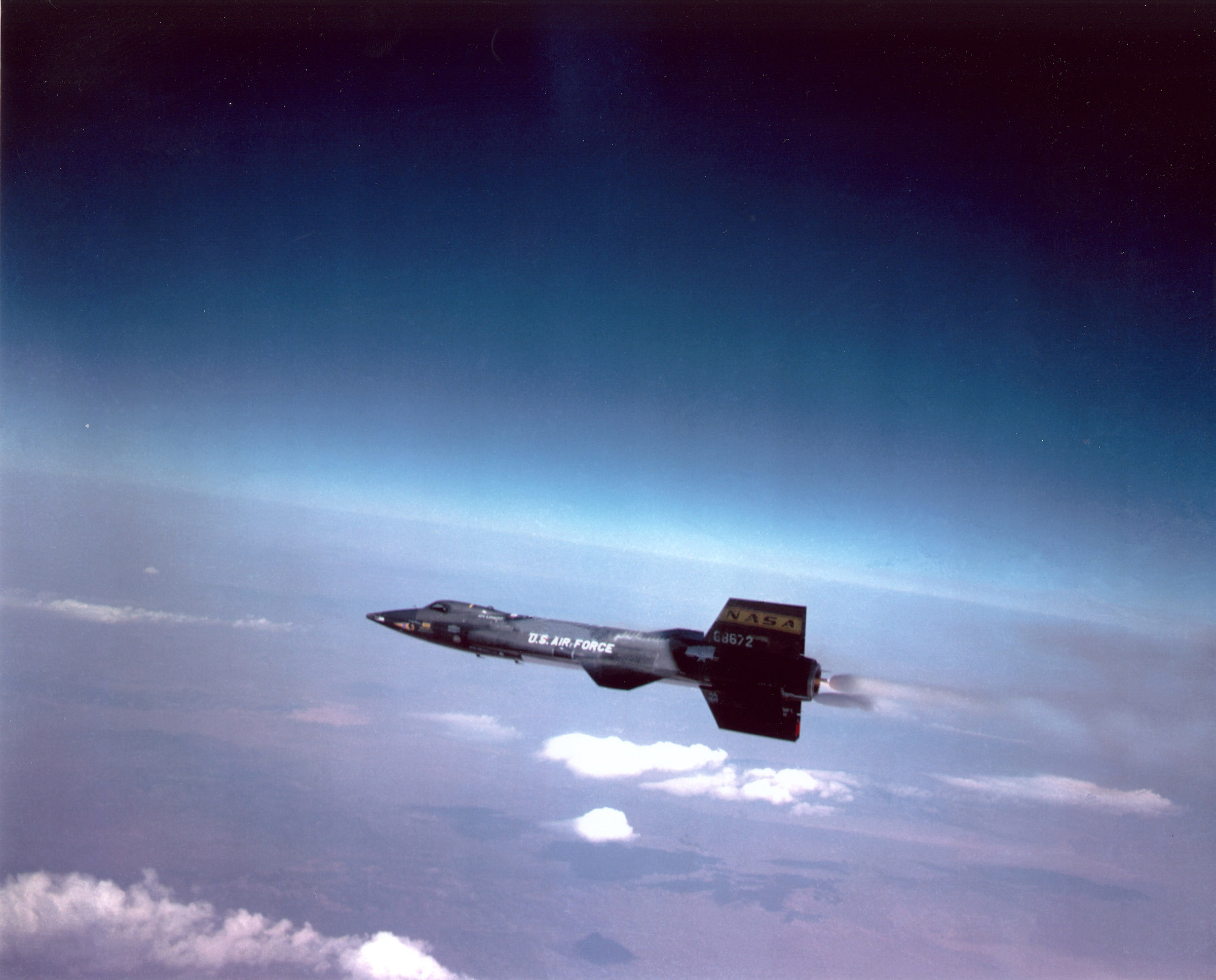
X-15（1958-68年間）可推升至約海拔100公里，接著失去高度並滑翔下降。

## 分类

### 彈道飛彈
彈道飛彈是最先達到次軌道飛行的物體。第一個進入太空的彈道飛彈是1942年10月3日德國V-2火箭達到60英里高度（97公里）。接下來在1950年美國及蘇聯同時基於當時佩內明德的科學家及V-2的基礎發展洲際飛彈。現在有許多國家都擁有洲際飛彈，還有更多國家擁有遠程彈道飛彈。

### 觀光飛行
觀光飛行亦可以達到次軌道飛行。

### 科學實驗
次軌道載具的一個主要用途是作為科學研究的探空火箭。科學用途的探空火箭起源於1920年代羅伯特·戈達德發射的第一枚液態燃料火箭，雖然當時的火箭並未進入太空。近代的探空火箭則起源於1940年代末期德國V-2火箭。今日的市場上有各個國家不同供應商提供的各式各樣探空火箭。一般來說，研究人員希望能在微重力大氣層之上進行實驗。曾經有報導指出研究人員多次希望在SpaceShipOne上太空進行實驗，但都被拒絕，並被告知SpaceShipTwo才提供此服務。

### 次軌道運輸
諸如X-20等研究指出半彈道次軌道飛行（semi-ballistic sub-orbital flight）可以在1小時內從歐洲到北美。
然而，能達到這個目標的火箭大小將可比擬洲際飛彈。洲際飛彈所需的ΔV稍微少於達到軌道速度，因此所需代價稍低，但差異不大。
由於成本極高，這種運輸方式一開始只能侷限在高價值，非常急迫的快遞，或者是超高級私人專機，極限運動或是軍隊快速反應功能。
SpaceLiner是一高超音速次軌道太空飛機概念，可以運送50位乘客在90分鐘內由澳洲抵達歐洲，或100位乘客在60分鐘內由歐洲抵達美國加州。此概念主要挑戰在於增加各項零件的穩定度，特別是引擎，才有可能作為用於每天皆可飛行的客機。

## 著名次軌道無人飛行
- 首次次軌道太空飛行發生在1944年初，一枚V-2飛彈發射達到海拔189公里的高度[8][來源請求]。
- 一枚稱為Bumper 5的兩節式火箭在1949年2月24日在白沙飛彈靶場發射升空，達到海拔399公里高度，秒速2300公尺（接近7馬赫）[9]
- 前蘇聯1986年以能量號火箭發射Polyus失敗，這是目前為止進入次軌道的最大物體。

## 次軌道載人飛行
海拔高度超過100公里以上
|   | 發射日期 (GMT) | 任務名        | 宇航員                                         | 國家 | 備註                                             |
| - | -------------- | ------------- | ---------------------------------------------- | ---- | ------------------------------------------------ |
| 1 | 1961-05-05     | 水星-紅石3號  | 艾倫·雪帕德                                    | 美国 | 第一次載人次軌道太空飛行，第一位進入太空的美國人 |
| 2 | 1961-07-21     | 水星-紅石4號  | 維吉爾·葛利森                                  | 美国 |                                                  |
| 3 | 1963-07-19     | X-15試驗機    | Joseph A. Walker                               | 美国 | 第一架進入太空的有翼飛機                         |
| 4 | 1963-08-22     | X-15試驗機    | Joseph A. Walker                               | 美国 | 第一位兩度進入太空的太空人及飛機                 |
| 5 | 1975-04-05     | 联盟18А       | 瓦西里·拉扎列夫 奥列格·马卡洛夫                | 苏联 | 火箭分離失敗後終止的失敗軌道太空飛行。           |
| 6 | 2004-06-21     | 太空船1號     | Mike Melvill                                   | 美国 | 第一次商業太空飛行                               |
| 7 | 2004-09-29     | 太空船1號     | Mike Melvill                                   | 美国 | 第一次Ansari X-Prize飛行                         |
| 8 | 2004-10-04     | 太空船1號     | Brian Binnie                                   | 美国 | 第二次X-Prize飛行                                |
| 9 | 2021-07-20     | 藍色起源NS-26 | Jeff Bezos Mark Bezos Wally Funk Oliver Daemen | 美国 | 第一次新谢泼德載人飛行                           |

## 未來的次軌道載人飛行
維珍銀河、XCOR、Armadillo Aerospace、Blue Origin以及Masten Space Systems等私人公司都對次軌道飛行很有興趣。
NASA等單位正在實驗Scramjet的高超音速技術也可望符合次軌道飛行的標準。
非營利組織如ARCASPACE（羅馬尼亞太空人及航太協會）還有Copenhagen Suborbitals也曾嘗試過以火箭發射次軌道飛行任務。